# Скажені канікули
Скажені канікули (фр. Premières vacances) — це французька комедія, режисером якої є Патрік Касир (фр. Patrick Cassir). Прем'єра фільму відбулась 15 вересня 2018 року на фестивалі французького кіно у Гельвеції. Старт показу у кінотеатрах франкомовних країн почався 2 січня 2019, а в Україні — 14 березня 2019. У головних ролях Джонатан Коен та Каміль Шаму.

## Сюжет
Маріон і Бен познайомлились через Tinder. Незважаючи на абсолютно протилежні характери і негативну думку своїх сімей, вони вирішують поїхати у відпустку. Закохані їдуть до Болгарії, на півдорозі до своїх мрій.